# 강호정 (음악가)
강호정(1964년 1월 21일 ~ )은 대한민국의 음악가이다.

## 학력
- 베를린 School of Audio Engineering 음향학 Diploma 과정 졸업
- 베를린 공과대학교 Communication 학과 수료

## 가족사항
- 아버지 강석희
- 동생 강화성

## 주요 작곡 및 편곡
- 윤도현 : 너를 보내고 (편곡)
- 윤도현 : 사랑 2 (편곡)
- 이정현 1집 : GX 339-4 (작곡/편곡)
- 이정현 2집 : 평화 (작곡/편곡)
- 애즈 원 : 신기루 (작곡/편곡)
- S.E.S : 달리기 (윤상 & 신해철의 2인조 프로젝트 듀오 노땐스의 원곡 리메이크 버전. 편곡)
- 박효신 : 몰랐죠 (편곡), 너에게 (윤상 원곡의 리메이크 버전이며 편곡 참여)

## 디스코그래피
윤도현밴드
1997년 2집 {윤도현 2}
긱스
- 1999년 1집 《GIGS 01》
- 2000년 2집 《GIGS 02》

Kio & Hodge Project
- 2009년 10월 5일 EP 《The Land Of Morning Calm》

## 가족 관계
- 아버지 : 강석희(1934년 10월 22일 ~ 2020년 8월 16일)
- 동생 : 강화성(1977년 10월 29일 ~ )